# 井本臺吉
井本 臺吉（台吉）（いもと だいきち、1905年4月3日 - 1995年11月9日）は、日本の検察官、弁護士。検事総長（在任期間 1967年11月2日 - 1970年3月31日）。勲一等瑞宝章受章（1975年4月29日）。英霊にこたえる会（二代目）会長。

## 来歴・人物
浦和中学、一高を経て、東京帝国大学法学部卒業。検事任官。同期の柳川真文、馬場義続らと共に“3羽ガラス”と称されていた。一期下に田中萬一がいた。塩野季彦らの「公安（思想）検事」に連なり、そのため戦後、公職追放受けるも（公職追放中には弁護士として、昭電疑獄事件で福田赳夫の弁護人となり、八丈島事件でも無罪を獲得するなどしている）、1951年の追放解除後は法務省刑事局長、最高検検事などを歴任。前任の検事総長・馬場義続が後任は竹内寿平にと画策していたが、1967年検事総長に就任した。この間、刑事局長時代の1954年3月、保全経済会事件に関し衆議院行政監察特別委員会に証人喚問された。
検事総長在任中、刑法改正準備会会長等も歴任し、刑事法の戦前体制から戦後体制への転換において重要な役割を果たした。他方、日通事件では、池田正之輔自民党衆院議員の逮捕に反対し、当時の東京地検特捜部長河井信太郎らと対立、福田、池田との料亭花蝶での会食が明るみに出たことで批判も受けたが、
このことと、池田の逮捕反対とは無関係であるとし、むしろ河井派の検事を左遷する人事を敢行して、特捜検察を眠らせたとも評価されている。 退官後、弁護士登録（第一東京弁護士会）。文明堂、とらや、東電通等の監査役を務め、また、三越・岡田茂元社長弁護人でもあった。
東京地裁検事局時代に、人民戦線事件で美濃部亮吉らの取調べを行った検事でもある。美濃部に対する井本の取調べ手法について「その調べ方のいやらしさはいま思い出しても気持が悪くなる。とにかく治安維持法に違反するようにいわない限り絶対に供述書を作らない。彼の意思に沿った答弁をしない限り、よく考えておけといって、2週間でも3週間でも放っておかれる」と記した論文が存在する。
ゾルゲ事件も担当主任にあり、1942年に刑事局第六課長（のち思想課長）に就任。1945年6月には花岡事件の捜査に出張した。
1979年2月24日、国際勝共連合と自民党の国防関係国会議員が中心となり、「スパイ防止法制定促進国民会議」が設立された。呼びかけ人は木内信胤、朝比奈宗源、宇野精一、郷司浩平、宝井馬琴、三輪知雄の6人。サンケイ会館で設立発起人総会が開かれ、井本は発起人に名を連ねた。
1995年11月9日、慶應義塾大学病院にて死去。

### 主な親類
- 西義一（陸軍大将、義父）
- 井本恭一（日本精工株式会社監査役）
- 小川泰弘（JPYC創設者）
- 長谷川光延（自由民主党元目黒区議会議員）

### ブレーン
- 鷲見一雄（司法ジャーナリスト）[注 2]